# ميناء دارين
ميناء دارين ويسمى أيضاً ميناء المسك والعنبر هو ميناء بحري أثري يقع على خليج تاروت، غرب الخليج العربي. يعود تاريخ وجود الميناء إلى ما قبل العصر الإغريقي، ويُعدّ سابقاً أحد أهم المنافذ الاقتصادية لنقل البضائع والتوابل من الهند سابقاً، ومحطاً للسفن والقوارب الأخرى حاملة البضائع إلى الخليج. كما أنه كان يعج بالنشاطات الاقتصادية الأهلية كممارسة الغوص واستخراج اللؤلؤ. كانت بضائع الخضار والمنسوجات الحريرية تصل لمرفأ دارين قادمة من الصين، ومن ثم يتم تصديرها إلى جميع أنحاء البلاد العربية.
حالياً، خُصِّص الميناء لقوارب الصيد الصغيرة بسبب ضحالة مياهه. وفي 2011م بدأت أعمال توسعة الميناء بقيمة 35 مليون دولار.[بحاجة لمصدر]

## الموقع
تقع جزيرة دارين في الركن الجنوبي الشرقي من جزيرة تاروت الواقعة بمحاذاة ساحل مدينة القطيف على الساحل الغربي له. ويقع ميناء دارين على ساحل دارين الجنوبي.